# Ориентал-метал
Ориентал-метал (англ. Oriental metal — восточный металл) — поджанр фолк-метала, зародившийся в середине 90-х в Израиле, Сингапуре и Армении. Первопроходцами жанра стали израильские группы Orphaned Land, Melechesh, Salem, сингапурская Rudra и армянская Ayas.

## История
Прогрессив-метал-группа Orphaned Land, сформированная в 1991 году в Израиле, выпустила своё первое демо в 1993 году и быстро привлекла к себе внимание лейблов своим необычным звучанием. Дебютный альбом Sahara последовал в 1994 году. Их музыка содержала элементы арабского фолка. Существует распространенное мнение, что Orphaned Land являются изобретателями жанра, названного «ориентал-метал». Тем не менее, известны записи армянской группы Ayas, сделанные ещё в 1988 и 1991 годах, где уже заметны вкрапления восточной музыки в метале.
В 1993 году в Израиле образовалась группа Melechesh, одна из первых антихристианских групп в городе Иерусалим. Начав с блэк-метала, они перешли на ориентал-метал, первое проявление которого можно услышать на миньоне «The Siege of Lachish» 1996 года.
Задолго до описанных групп, в 1985 году, в Израиле образовалась группа Salem. Пять лет группа была в подполье и играла блэк-метал, но в 1990 году выпустила демо «Millions Slaughtered» в стиле дэт-дум-метал, благодаря которой удалось подписать контракт с германским лейблом «Morbid Records». В 1992 и 1994 годах последовали альбомы «Creating Our Sins» и «Kaddish» (концептуальный альбом о Холокосте). Песня «The Fading» с последнего альбома попала на MTV.
Сформированная в 1996 году группа Distorted стала первой метал-группой из Израиля с женским вокалом (Miri Milman). Свой стиль они называют «oriental death/doom metal». Израильский проект Arallu был сформирован басистом Moti «Butchered» Daniel в 1997 году, который описывает свою музыку как «oriental, thrashy and barbaric».
В 1992 году в Сингапуре была образована Rudra. Рудра — имя бога разрушения в индуизме. Название группа получила из-за достаточно агрессивной музыки и, конечно, из-за своей приближенности к ведической культуре.
Их уникальный стиль соединения этнических и трансцендентальных мелодий Индии и тяжелых риффов из блек/дэт-метала сделал их пионерами в экспериментировании с использованием психоделической музыки Индии в экстремальном метале. Ещё одной особенностью в их музыке является добавление песнопений и мантр на санскрите, что, несомненно, добавляет таинственность и мистику в их творчество. Собственно, это и есть то, что было названо «ведический метал».
Помимо Израиля, Армении и Сингапура, есть много групп из соседних стран. Например, Bilocate из Иордании, Khalas из Палестины, Odious из Египта, Al-Namrood из Саудовской Аравии, Voodoo Kungfu из Китая, Amogh Symphony из Индии, Langsuyr из Малайзии.
Помимо стран Ближнего и Дальнего Востока, ориентал-метал играют и в других странах. Например, Arkan во Франции, Kenitra в Швейцарии, Kartikeya в России.

## Исполнители ориентал-метала
- Arallu (с 1997)
- Distorted (с 1993)
- Melechesh (с 1993)
- Orphaned Land (с 1991)
- Salem (с 1985)
- Amaseffer (с 2004)
- Rudra (с 1992)
- Ayas (с 1987)
- Dogma
- Oaksenham
- Re De U
- Voodoo Kungfu
- Tengger Cavalry (с 2010 года)
- Amogh Symphony
- Narjahanam (с 2004)
- Langsuyr
- Bilocate (с 2003)
- Khalas
- Odious
- Al-Namrood
- Janaza
- Myrath
- Kenitra
- Arkan
- Ignea (с 2011)
- Kartikeya
- Shokran
- Senmuth
- Chthonic
- Scarab
- Shades of Black
- The Contradiction
- Maat